# Dumoga
Dumoga és un gènere d'aranyes araneomorfes de la subfamília Erigoninae, dins de la família Linyphiidae.
Fou descrit per primera vegada per Alfred Frank Millidge i A. Russell-Smith l'any 1992.

## Distribució
Es pot trobar a les illes Cèlebes, a Indonèsia.

## Llista d'espècies
Segons The World Spider Catalog 12.0:
- Dumoga arboricola 'Millidge & Russell-Smith, 1992 (Espècie tipus)
- Dumoga buratinoTanasevitch, 2017
- Dumoga complexipalpis 'Millidge & Russell-Smith, 1992